# Dear Bride
「Dear Bride」（ディア・ブライド）は、日本のポップ歌手西野カナの29枚目のシングル。2016年10月26日にSME Recordsから発売された。2016年12月5日に開催された『第49回日本有線大賞』において、J-POPでは初となる7回目のノミネートを果たし、平成生まれのアーティストでは初の大賞を受賞した。

## 概要
前作「You & Me」から約5か月ぶりのシングル。
通常盤と初回生産限定盤の2形態での発売。初回生産限定盤はオリジナル限定ジャケット仕様となっているほか、同年7月発売のアルバム『Just LOVE』のリード曲である「Have a nice day」のMVを収録したDVDが付属している。
表題曲は、結婚する友人に向けて作られた西野カナ初のウェディング・ソングで、歌詞には友人だからこそ言える「花嫁に贈る言葉」が綴られており、祝福、懐古、不安、祈りなどさまざまな気持ちが込められた、心温まるバラードとなっている。同年10月8日、国立代々木第一体育館にて開催されたファッション&音楽イベント「GirlsAward 2016 AUTUMN/WINTER」に出演した際に初披露された。
ミュージックビデオのロケ地は、神奈川県横浜市の「ヨコハマ創造都市センターの1階」で撮影されている。
カップリング3曲目「君が好き」は、6枚目のアルバム『Just LOVE』収録曲のリアレンジ・ヴァージョンとなっている。
CD発売に先駆けて2016年10月5日より先行着うた配信が開始され、同年10月19日より先行フル配信が開始された。
2016年12月5日に開催された『第49回日本有線大賞』において、表題曲でJ-POPでは初となる7回目のノミネートを果たし、初の大賞を受賞した。
表題曲で、2016年12月31日放送の『第67回NHK紅白歌合戦』に7年連続となる出場を果たした。

## 収録曲
| #         | タイトル                    | 作詞                             | 作曲                                                        | 編曲                                                      | 時間  |
| --------- | --------------------------- | -------------------------------- | ----------------------------------------------------------- | --------------------------------------------------------- | ----- |
| 1.        | 「Dear Bride」              | Kana Nishino                     | DJ Mass (VIVID Neon*)、Kyoko Osako、Hiroshi Yoshida、etsuco | Naoki Itai (MUSIC FOR MUSIC)、Kyoko Osako                 | 5:28  |
| 2.        | 「Merry Christmas」         | Kana Nishino                     | DWB、Obi Mhondera、Tim Hawes                                | コーラスアレンジ：Soma Genda (MUSIC FOR MUSIC)            | 2:38  |
| 3.        | 「君が好き Rearrange ver.」 | Kana Nishino、SAEKI youthK (RzC) | SAEKI youthK (RzC)                                          | Takashi Yamaguchi、SAEKI youthK (RzC)、Yasunori Mochizuki | 4:01  |
| 合計時間: | 合計時間:                   | 合計時間:                        | 合計時間:                                                   | 合計時間:                                                 | 12:07 |

| #  | タイトル                       | 作詞 | 作曲・編曲 | 時間 |
| -- | ------------------------------ | ---- | ---------- | ---- |
| 1. | 「Have a nice day Video Clip」 |      |            | 4:40 |

## タイアップ
| 曲名       | タイアップ                                 |
| ---------- | ------------------------------------------ |
| Dear Bride | フジテレビ系『めざましテレビ』テーマソング |
| 君が好き   | P&G「新レノアハピネス」CMソング            |

## 収録アルバム
あなたの好きなところ
- LOVE it
- Love Collection 2 〜pink〜
- ALL TIME BEST 〜Love Collection 15th Anniversary〜

君が好き Rearrange ver.
- LOVE it
- ALL TIME BEST 〜Love Collection 15th Anniversary〜